# Teddy Heri Setiawan
Teddy Heri Setiawan (sinh ngày 21 tháng 4 năm 1991) là một cầu thủ bóng đá người Indonesia hiện tại thi đấu ở vị trí thủ môn cho Arema tại Indonesia Super League.